# فرانز كلاين
فرانز كلاين (بالألمانية: Franz Klein)‏ هو تربوي وبروفيسور وسياسي نمساوي، ولد في 24 أبريل 1854 في فيينا في النمسا، وتوفي بنفس المكان في 6 أبريل 1926.